# Apobletes platessae
Apobletes platessae är en skalbaggsart som beskrevs av Lewis 1900. Apobletes platessae ingår i släktet Apobletes och familjen stumpbaggar. Inga underarter finns listade i Catalogue of Life.